# Julius Riddervold
Julius Riddervold, född den 20 mars 1842 i Fredrikshald, död 1921, var en norsk präst och teologisk författare, son till Hans Riddervold.
Riddervold blev teologie kandidat 1863 och kyrkoherde i Ullensvang 1880. Han var lärare vid praktisk-teologiska seminariet 1888-95 och kyrkoherde i Hollen 1895-1900. Senare var han föreståndare för ett av honom 1875 grundlagt privat barnhem nära Kristiania. Riddervold utvecklade ett omfattande författarskap i uppbygglig ortodox riktning (Speciel sjælesorg, 1892, Predikener, 1902) och utgav en mängd tolkningsarbeten.